# Ablak az Ontario-tóra
Az Ablak az Ontario-tóra Nagy Gerzson magyar író regénye. Megjelent a Kalligram Könyvkiadónál 2022-ben. 
A regény 1994-től egy értelmiségi fiatalember budapesti egyetemi életét, diploma utáni munkába állását, majd Kanadában töltött első hónapjait beszéli el, ahol állást kapott. A történet fókuszában előbb egyetemista szerelmével, Ildikóval, később a bécsi egyetemista Veronikával, majd külföldi munkatársával, a férjezett Kimmel való kapcsolata áll.

## Cselekménye
2005. szeptember. Egy torontói 27. emeleti lakásban a 30-31 éves András az utcára zuhanás gondolatával játszik. Az albérletet az új munkahelyén megismert Kim segítségével szerezte. Most azonban nem rá, hanem egykori szerelmére, a Temesvárról a pesti egyetemre került Ildikóra gondol, aki tíz évvel korábban elhagyta és ide, Torontóba költözött. Az olvasó ezt csak később tudja meg, mert a történet nem valós időrendben, hanem két párhuzamosan futó, egymással állandóan váltakozó idősíkban bontakozik ki.
A kanadai rész egyes szám harmadik személyben írt szöveg, a budapesti részt első személyben maga a főhős beszéli el, de olyan szenvtelenül, mintha csak asszisztálna a saját életéhez.
András egy hajdúsági településről került a budapesti „Közgáz” egyetemre. Apja a rendszerváltáskor szerzett egy élelmiszerboltot, kocsmát is nyitott, így Budán egy 27 négyzetméteres lakást tudott venni, melybe fia kiköltözhetett a kollégiumból. András mégis a kollégista barátai (Ádám, Pepe, Szabolcs) társaságában bulik, foci, ivászatok közepette éli az egyetemisták laza életét. Ildikó is kollégista és engedelmes szerető. Közben gyerekkori szerelmével, Botonddal is hol szakít, hol újra kibékül. Andrást önérzetében sérti ugyan, hogy vetélytársa van, de mélyebb érzelmek nélkül veszi tudomásul és élvezi a kapcsolatot. „Szeretsz, kérdezi. Megcsókolom. Persze, hogy szeretlek, mondom, de semmit nem érzek.” (68. oldal). Anyja túlzó gondoskodását megadóan tűri, egy rejtélyes értelmiségi találkozón és életének első parlamenti választásán is egykedvűen vesz részt. 
Egy Tisza-parti fürdéskor Ildikó váratlanul bejelenti, hogy Kanadába költözik Botonddal, aki torontói egyetemi ösztöndíjhoz jutott. 
András letargiába esik, az egyetemet is abbahagyná, mint Ildikó, de mégsem teszi, szülei sem örülnének neki. Pszichológushoz is elmegy, iszogat a haverokkal, nyáron otthon apjának segít, végül valahogy eljut a diplomáig. „Nem érzek semmit, örömöt, fáradtságot. Most kellene elkezdődni valaminek. De minek?” – gondolja. (201. oldal). Közben megismerkedett a csinos Veronikával, aki gyerekkorát diplomata apjával külföldön töltötte és most végzős a bécsi egyetemen. Színházba, irodalmi estekre járnak. A diplomát egy marokkói nyaralással ünneplik meg, az első fürdéskor majdnem elsodorja őket a tenger. 
Ildikó anyjától András megtudja, hogy a lánynak gyógyíthatatlan mellrákja van. Ildikó négy éven át havonta írt neki, de ő többnyire fel sem bontotta a leveleit, és egyszer sem válaszolt. András egy könyvvizsgáló cégnél kap munkát. Jogász barátja, a zsidó kárpótlással foglalkozó Ervin megígéri, hogy a kollégium portása (Géza bácsi) feltételezett nyilas múltját is felkutatja. Andrást azonban az elkészült jelentés és a távoli múlt már nem érdekli. Kapcsolata Veronikával nem igazán harmonikus. Újabb nyaralásukon, Krétán egyszerre eszébe jut Ildikó. „Hogy beteg, és hogy nem sajnálom őt… Meg fog halni, és egyáltalán nem gondolok rá. Nem érzek semmit, érzek majd valamit, ha meghal?” (248. oldal). Egy éjszakai magányos fürdés után köszönés nélkül otthagyja Veronikát, otthon olvasni kezdi Ildikó régi leveleit. Azután állásajánlatot kap a Canadian Tire nevű cégtől. 
Torontói munkahelyén és a nyelviskolában új baráti társaságra talál. Munkatársa, a vele egykorú Kim mindenben segíti őt, fogorvoshoz is elviszi, majd ápolja, egyre közelebb kerülnek egymáshoz. Az asszony érzelmileg már eltávolodott a férjétől, Jimmytől. Az Ontario-tónál tett születésnapi kiránduláson Kim kérdésére, hogy Ildikó miatt jött-e Torontóba, megtalálni őt, azt válaszolja: „Nem ezért jöttem. Egész más miatt… Rég elfelejtettem. Lezártam.” Közben azt olvassuk róla: tíz éve küzd, hogy Ildikó emlékétől megszabaduljon (147-148. oldal). Karácsony előtt kettesben a jégpályán korcsolyázókat figyelik, újból eszébe jut a lány, de elhessegeti magától az emléket: „Miért kell még mindig Ildikóra gondolnia. Nem kell. És nem is azért jut eszébe, mert valamiféle megoldást vár tőle. Nem vár semmit, megszokásból jut eszébe.” (267. oldal). Kim már kezdeményezte a válópert és várhatóan Andráshoz költözik.

## Recenziók
Az Ekultura.hu cikke szerint Nagy Gerzson regénye „leginkább az egyéni emlékezetről, az emlékezet működéséről és személyiségünkre gyakorolt hatásáról szól.” A recenzió írója elragadtatással szól a könyvről, „amelyben megvan minden, …a szikár, eszköztelen, ám végtelenül plasztikus nyelv; a gördülékeny és a sodró erejű párbeszédek; az igazán komolyan vehető, hús-vér szereplők, … szövegének ködös, lebegő, álomszerű hangulata.” 
Az Ablak az Ontario-tóra „arról beszél, hogy csak akkor kezdjük elhinni, hogy nagy szerelem volt, amikor a másik eltávozik az életünkből.” – írja a Konyvterasz.hu ajánlója. A regény érdemének tartja, hogy az alakoknak „nincs különösebb világa, csak mélyben húzódó és ezért nehezen érthető motívumok.” A könyvben a köd „körülbolyhosítja az életet”, az alakokat „valamiféle furcsa tehetetlenség” hajtja, „úgy mozognak, mintha hologramok lennének vagy homokrajzok…”.
A regény főhősének gondolataiba nem nagyon látunk bele, ez „szándékolt mesterségbeli fogás” is lehet; viszont „a nyelvezet problémátlan, a mondatok szépen simulnak egymásba, az elvarratlan krimiszál miatt se érzünk különösebb hiányt, … és némi katarzist is kapunk.” – írja a könyvről az Élet és Irodalom kritikusa.